# Camptacra brachycomoides
Camptacra brachycomoides là một loài thực vật có hoa trong họ Cúc. Loài này được (F.Muell.) N.T.Burb. mô tả khoa học đầu tiên năm 1982.